# Roman africain
La langue romane d'Afrique du Nord ou roman africain est une langue romane disparue qui a été parlée en Afrique du Nord. Ses locuteurs s'appelaient les romano-africains.

## Esquisse d'histoire
Le roman africain évolua à partir du latin populaire parlé en Afrique du Nord. Il cohabita avec les langues berbères et, à partir du VIIIe siècle il fut supplanté par l'arabe après la conquête musulmane.
Cette langue intégrait dans son vocabulaire, en plus de ceux du latin vulgaire, des mots issus de langues berbères et puniques et du grec.
La majorité des historiens estiment que cette langue a définitivement disparu entre les XIIe et XIVe siècles. Al-Idrissi, au XIIe siècle écrit : « Les habitants [de Gafsa] sont berbérisés et la plupart parlent le latino-africain ». D'après Ibn Khaldoun, au XIVe siècle, on parlait encore à Gafsa une langue similaire aux langues romanes et dérivée du latin.

## Caractéristiques

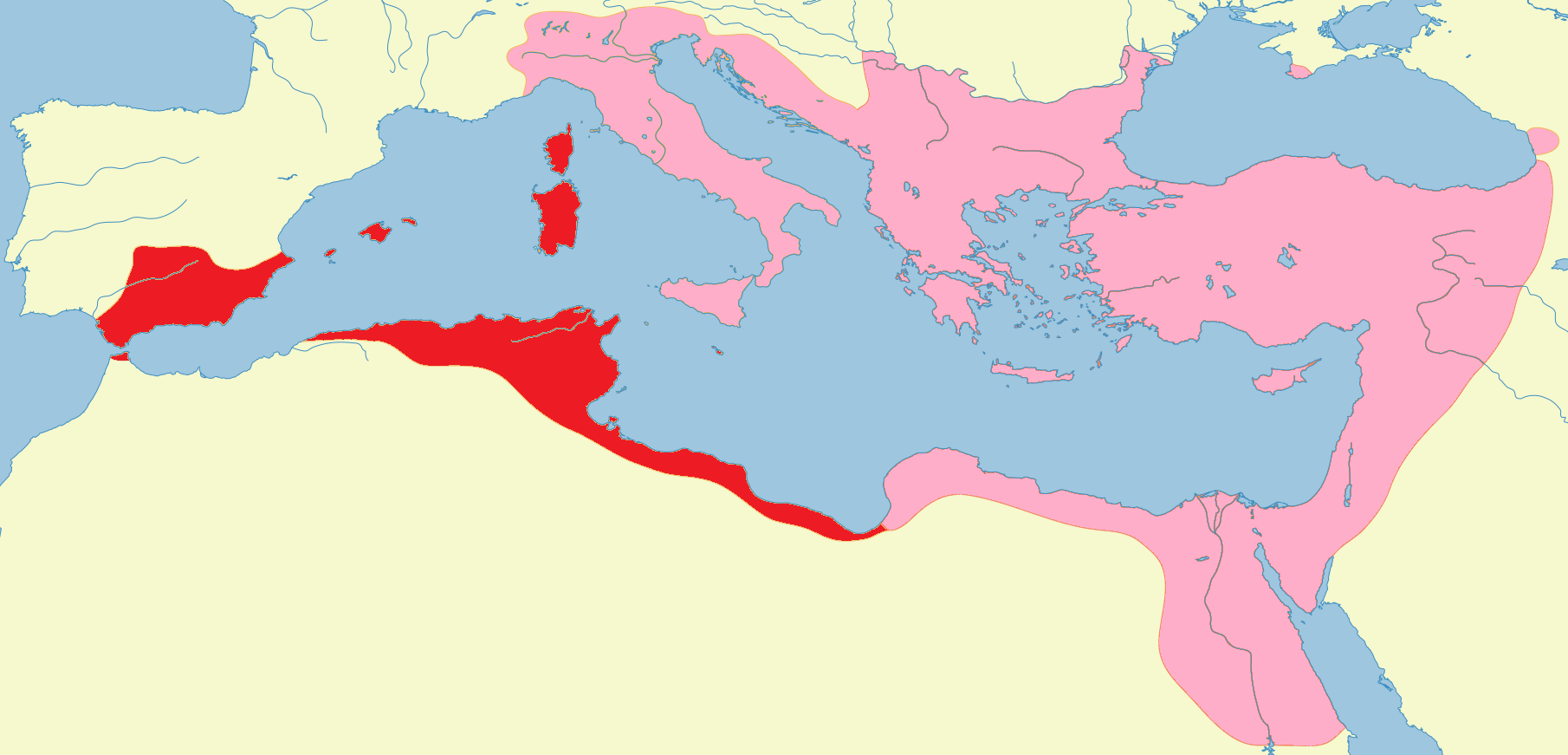
L'exarchat de Carthage (rouge) représente, avec l'Espagne byzantine et l'Italie byzantine, la partie de langue et de tradition latine de l'Empire romain d'Orient (rose). Il fut mis en place après la reconquête de Justinien (585-698).

La variété parlée du roman africain, telle qu'enregistrée par Paolo Pompilio (it), était perçue comme similaire à la langue sarde - confirmant les hypothèses selon lesquelles il y avait des parallélismes entre les développements du latin en Afrique et en Sardaigne.
Augustin d'Hippone écrit « Afrae aures de correptione vocalium vel productione non iudicant » : « Les oreilles africaines ne font pas de différence, à l'oreille et au parler, entre les voyelles courtes [et longues] ». Remarque qui décrit également l'évolution des voyelles dans la langue sarde, qui n'a que cinq voyelles (et pas de diphtongues) : au contraire des autres langues romanes survivantes, les cinq voyelles longues et courtes du latin classique (a/ā, e/ē, i/ī, o/ō, u/ū) ont fusionné en cinq voyelles sans longueur (a, e, i, o, u). Le témoignage d'Augustin sur la façon dont ōs "bouche" en latin était pour les oreilles africaines indiscernable de ŏs "os" indique la fusion des voyelles et la perte de la distinction de qualité allophonique originale dans les voyelles.
En partant de la similitude de l'art roman africain avec le sarde, les chercheurs théorisent que cette similitude peut être attribuée à des propriétés phonologiques spécifiques. Le sarde manque de palatation des arrêts vélaires avant les voyelles frontales, et présente la fusion par paire de voyelles courtes et longues non basses.
Adams émet l'hypothèse que des similitudes dans certains vocabulaires, tels que spanus dans le roman africain et spanu en sarde ("rouge clair"), pourraient prouver qu'il y avait un certain partage de vocabulaire entre la Sardaigne et l'Afrique. Une autre théorie suggère que le mot sarde pour "vendredi" - chenápura ou cenápura - a pu être apporté en Sardaigne depuis l'Afrique par des Juifs d'Afrique du Nord.
Muhammad al-Idrisi dit aussi des autochtones de l'île que « les Sardes sont ethniquement des romano-africains (Rūm Afāriqa) vivent comme les Berbères, fuient toute autre nation que les Rûm ; ces gens courageux et vaillants ne se séparent jamais de leurs armes »,.
Le linguiste italien Vermondo Brugnatelli signale quelques mots berbères ayant trait à des sujets religieux, comme étant originellement latins : par exemple, à Ghadames la population appelle äng'alus (ⴰⵏⵖⴰⵍⵓⵙ, أنغلس) une entité spirituelle, utilisant de toute évidence un mot tiré du latin angelus (« ange »).
L'arabisant polonais Tadeusz Lewicki (pl), en 1958, a essayé de reconstruire quelques sections de cette langue sur la base de 85 lemmes dérivés principalement des toponymes nord-africains et des anthroponymes trouvés dans des sources médiévales. Après lui, plusieurs autres auteurs se sont aventurés dans la quête pour trouver au moins quelques parties de cette langue éteinte.
Il faut dire que la présence en Afrique du Nord du latin classique, des langues néo-latines modernes, ainsi que l'influence de la lingua franca (avec un vocabulaire fondé sur le roman), rend très difficile de discerner l'origine précise de tel ou tel mot en berbère ou dans l'arabe maghrébin.
En général, les termes d'origine romano-africaine sont considérés comme :
- les mots se terminant par -u (par exemple le berbère abekkadu « péché ») et non en -us (comme le berbère asnus « (jeune) âne ») ;
- les mots ayant un aspect phonétique ou morphologique différent de celui de l'italien, du français ou de l'espagnol (par exemple le mot berbère agursel « champignon », supposant la base de *agaricellus).

Les études sur la langue romane en Afrique sont difficiles et souvent très conjecturales. Une autre difficulté vient du fait que, étant donné l'immensité du territoire nord-africain, il est probable qu'il ne s'en est pas développé qu'une seule variété, mais plusieurs langues romanes en Afrique, tout comme il existe de nombreuses langues romanes en Europe.
L'existence de « duplicats » entre les mots du roman en Afrique du Nord permet dans de nombreux cas de supposer qu'ils proviennent de différentes langues romanes ou qu'ils remontent à des âges différents. Par exemple :
- berbère du Maroc central ayugu « bœuf de travail » ; berbère de Kabylie tayuga « paires de bœufs » (< lat. iugum)
  - mais aussi : kabyle azaglu « joug » (< lat. iugulum)
- kabyle aguglu « caillé frais »
  - mais aussi : kabyle kkal « caillé », ikkil « lait caillé » (aussi bien les formes < lat. coagulari que coagulum).